# Hilara curvativa
Hilara curvativa är en tvåvingeart som beskrevs av Yang och Wang 1998. Hilara curvativa ingår i släktet Hilara och familjen dansflugor.
Artens utbredningsområde är Zhejiang (Kina). Inga underarter finns listade i Catalogue of Life.